# Lemmus amurensis
Lemmus amurensis és una espècie de mamífer rosegador de la família dels cricètids. És endèmic de l'est de Rússia. S'alimenta de molses verdes dels gèneres Dicraium, Drepanocladus i Hyloomnium, així com altres plantes i insectes durant els mesos d'estiu. El seu hàbitat natural és el taigà. És una espècie en risc mínim, és a dir, no sembla que hi hagi cap amenaça significativa per a la seva supervivència. El seu nom específic, amurensis, significa ‘de l'Amur’ en llatí.